# 末延芳晴
末延 芳晴（すえのぶ よしはる、1942年 - ）は、日本の評論家。東京出身。
東京大学文学部中国文学科卒業、同大学院修士課程中退。欧州を経て1973年から1998年までニューヨークで米国の現代音楽、美術についての批評を行う。帰国後、文芸評論に領域を広げる。2012年、『正岡子規、従軍す』で第24回和辻哲郎文化賞受賞。

## 著書
- 『メトロポリタン歌劇場』「世界の歌劇場」音楽之友社 1993
- 『回想のジョン・ケージ　同時代を生きた8人へのインタヴュー』音楽之友社 1996
- 『永井荷風の見たあめりか』中央公論社 1997
  - 『荷風のあめりか』平凡社ライブラリー 2005
- 『荷風とニューヨーク』青土社 2002
- 『ラプソディ・イン・ブルー ガーシュインとジャズ精神の行方』平凡社 2003
- 『夏目金之助 ロンドンに狂せり』青土社 2004、新版2016
- 『森鷗外と日清・日露戦争』平凡社 2008
- 『寺田寅彦 バイオリンを弾く物理学者』平凡社 2009
- 『正岡子規、従軍す』平凡社 2011
- 『原節子、号泣す』集英社新書 2014
- 『慶應義塾文学科教授 永井荷風』集英社新書 2018